# Reem Alsalem
Reem Alsalem (arabisch ريم السالم, DMG Rīm as-Sālim; * 1976 in Kairo) ist eine jordanische Politologin und Spezialistin für Menschenrechte. Sie ist eine unabhängige Beraterin für Geschlechtergerechtigkeit, Migrationsrecht und transitionale Justiz. Seit 2021 ist sie UN-Sonderberichterstatterin zu Gewalt gegen Frauen, deren Gründe und Konsequenzen. Verschiedentlich wird sie für ihre Haltung zur Transgeschlechtlichkeit kritisiert.

## Ausbildung
Alsalem erwarb 2001 einen Master in Internationalen Beziehungen an der American University in Cairo, 2003 schloss sie einen Masterstudiengang in Menschenrechte an der University of Oxford ab.

## Karriere
Von 1999 an arbeitete Alsalem für das Flüchtlingshochkommissariat der Vereinten Nationen (UNHCR). Im Dezember 2008 war sie als Gastforscherin  am Feinstein International Center der Tufts University (Massachusetts), vom Januar bis März 2009 war sie Fachbesucherin bei der Ermittlungseinheit der Staatsanwaltschaft des Internationalen Strafgerichtshofs in Den Haag. 2016 machte sie sich selbständig und ist seither als unabhängigte Beraterin tätig. Auftraggeber sind vor allem UN-Organisationen, -Agenturen und -Programme wie UN Women, das Büro des UNHCR, UNICEF und IOM, aber auch NGOs, Thinktanks und Akademien. Im Januar 2023 war sie allein für den UNHCR in 13 Ländern tätig. Bei ihren Einsätzen plant, implementiert und betreut sie vor allem Schutz- und Betreuungs-Programme für Personen, die Opfer genderbasierter Gewalt wurden, überwiegend Frauen und Mädchen.

## Tätigkeit als UN-Sonderberichterstatterin
Im Juli 2021 wurde Reem Alsalem als Nachfolgerin der Kroatin Dubravka Šimonović zur ehrenamtlichen UN-Sonderberichterstatterin für Gewalt gegen Frauen und Kinder für den UN-Menschenrechtsrat ernannt.
Kurze Zeit nach der erneuten Machtübernahme der afghanischen Taliban im August 2021 äußerte sie sich zur dortigen Menschenrechtssituation. Sie betonte die Notwendigkeit, religiöse und traditionelle Führer einzubeziehen, beispielsweise im Gespräch über eine geschlechtersensible Auslegung der Scharia. Das Völkerrecht besage jedoch eindeutig, dass Staaten die Menschenrechte unabhängig von ihren internen Gesetzen und Systemen fördern und schützen müssen. Maßnahmen mit dem Ziel, die Frauen aus dem öffentlichen Leben auszuschließen, an den Rand zu drängen, unsichtbar zu machen und ihnen ihre Grundrechte zu verweigern, seien nicht zu tolerieren.
Seit 2019 erreichten das Büro der Sonderberichterstatterin zahlreiche Berichte aus Spanien, die von Anzeigen gegen Männer wegen häuslicher Gewalt und sexuellem Missbrauch und den Reaktionen von Behörden und Gerichten berichteten. Demnach wäre Vätern eher Glauben geschenkt worden als anzeigenden Müttern und ein vermeintlich ungestörtes Vater-Kind-Verhältnis sei oftmals höher bewertet worden als die Aufklärung des Sachverhaltes. Alsalem forderte 2021 die spanische Regierung dazu auf, mehr zu tun, um Kinder vor häuslicher Gewalt und sexuellem Missbrauch zu schützen. Die Regierung solle sicherstellen, dass spanische Gerichte sich Frauen gegenüber unvoreingenommen verhalten und einen kinderzentrierten sowie geschlechtersensiblen Ansatz anwenden.
In der Diskussion über sogenannte Selbstbestimmungsgesetze schrieb Alsalem 2022 einen Brief an die schottische Ministerpräsidentin Nicola Sturgeon. Hierin erklärte sie, dass sie die Gefahr sehe, dass gewalttätige Männer, die sich auch als Männer identifizieren, ihr Recht auf eine offizielle Personenstandsänderung ausnutzen könnten, um in für Frauen bestimmte Schutzräume einzudringen. Sie äußerte die Befürchtung, dass dies zur Retraumatisierung, Gefährdung und Exklusion von Frauen beitragen könnte. Mit einem 17-seitigen Schreiben an Bundesaußenministerin Annalena Baerbock hat sie zudem am 13. Juni 2024 das deutsche Selbstbestimmungsgesetz kritisiert. Im Antwortschreiben des Büros für Ständige Vertretung des Auswärtigen Amtes für die UN heißt es: „Die Bundesrepublik Deutschland weist den Vorwurf zurück, sie werde (...) einer Reihe menschenrechtlicher Verpflichtungen nicht gerecht“. Hauptmotiv sei der „Schutz der Geschlechtsidentität einer Person im Einklang mit dem allgemeinen Persönlichkeitsrecht“, heißt es weiter. Das Nachrichtenportal queer.de verweist in diesem Zusammenhang darauf, dass die Frauenrechtsorganisation Association for Women’s Rights in Development in einem offenen Brief schwere Vorwürfe gegen Alsalem erhob. Sie missbrauche ihre Position und Macht, „um für diskriminierende Politik gegen trans Menschen zu werben und etablierte Menschenrechtsprinzipien zu missachten“.
Im Jahr 2024 veröffentlichte Alsalem einen Bericht, der „Geschlechtsscreening“ im Sport forderte, um angeblich eine „rein weibliche Kategorie“ zu schützen und Personen auszuschließen, denen bei Geburt nicht das weibliche Geschlecht zugewiesen wurde. Außerdem stellte der Bericht fest, dass Frauen „ein Anrecht auf rein weibliche Räume“ hätten. Das US-Außenministerium erklärte, der Bericht verwechsle Transpersonen mit intergeschlechtlichen oder anderen nicht cisgeschlechtlichen Personen und verwende in Bezug auf Transpersonen eine abwertende Sprache.
Im Oktober 2024 sprach Alsalem auf einem Panel, das von der Alliance Defending Freedom, einer vom Southern Poverty Law Center als anti-LGBT-Hassgruppe eingestuften Organisation, organisiert wurde.
Der Rechtswissenschaftler Jens Theilen sagte, dass Alsalem „Frauenrechte als Werkzeug benutzt, um Transrechte zu untergraben“, und bezeichnete ihre Handlungen als „ein krasses Beispiel für individuelle Politik, die Unterdrückung fördert, anstatt sie zu bekämpfen“. Im Mai 2024 wurde berichtet, dass der Besuch von Alsalem in Brasilien von der brasilianischen Frauenministerin Cida Gonçalves aufgrund ihrer „transfeindlichen“ Ansichten abgesagt wurde.
Die Völkerrechtlerin Selin Altay kritisierte Alsalem für deren Haltung zum deutschen Selbstbestimmungsgesetz. Dabei verweist sie darauf, dass Alsalem bereits seit Längerem für transfeindliche Positionen in der Kritik steht. Altay argumentiert, dass die Sonderberichterstatterin ihrem UN-Mandat nicht gerecht werde, wenn sie das Recht auf geschlechtliche Selbstbestimmung nicht aktiv verteidige. Alsalem sei verpflichtet, alle Formen von Gewalt gegen Frauen auf internationaler Ebene zu bekämpfen – einschließlich der Gewalt gegen trans Frauen. Das Recht auf Selbstbestimmung der Geschlechtsidentität sei ein grundlegendes Menschenrecht, das unter diesen Schutzauftrag falle. Altay fordert, Alsalem müsse Fehlvorstellungen aktiv korrigieren und sicherstellen, dass Debatten über Geschlechtsidentität nicht durch unbegründete und transfeindliche Ängste um die Sicherheit von cis Frauen verzerrt werden. Ihre Aufgabe bestehe nicht darin, solche Ängste zu bestätigen, sondern darin, das Selbstbestimmungsrecht als anerkanntes und geschütztes Menschenrecht zu bekräftigen. Altay schließt mit dem Hinweis: „Entgegen den Behauptungen von Alsalem ist es kein Widerspruch, die Sicherheit und das Wohlergehen von trans und cis Frauen zugleich zu gewährleisten.“

## Privates
Alsalem lebt heute in Belgien. Sie spricht Arabisch, Englisch, Französisch, Deutsch und Spanisch.